# ماكسويل جنكينز
ماكسويل جنكينز (بالإنجليزية: Maxwell Jenkins)‏ (و. 2005  م) هو ممثل تلفزي، ولاعب سيرك ‏ أمريكي، ولد في الولايات المتحدة.وهوه الصديق المفضل الى علي العقابي من دولة العراق ولديه ارتباط وثيق الصله بينهما وعلاقة قوية جدا .

## وصلات خارجية
- ماكسويل جنكينز على موقع IMDb (الإنجليزية)
- ماكسويل جنكينز على موقع ألو سيني (الفرنسية)
- ماكسويل جنكينز على موقع قاعدة بيانات الفيلم (الإنجليزية)

- ماكسويل جنكينز في قاعدة بيانات الأفلام على الإنترنت